# Otó d'Eberstein
Otó d'Eberstein (nascut el […] – Mort a […] el […]) fou príncep-bisbe de facto del principat de Lieja de 1238 a 1239, tot i que la seva ordenació mai no va ser reconeguda pel papa Gregori IX. Eixia de la casa dels comtes d'Eberstein.
El 1238, a la mort de Joan d'Eppes, hi havia dos pretendents a la seu del principat bisbal de Lieja: Otó d'Eberstein, prebost del capítol d'Aquisgrà i Guillem de Savoia. Tot i que el capítol va elegir Guillem el 22 de juny de 1938, en plena lluita de les Investidures l'emperador Frederic II va donar el seu suport a Otó d'Eberstein que va ser entronitzat pel seu fill Conrad IV i confirmat per Conrad d'Hochstaden, arquebisbe de Colònia l'1 de novembre del mateix any. Poc després es va posar en dubte la legalitat d'aquesta nomenació. Van seguir aldarulls tot arreu el país de Lieja. Durant l'enquesta que el papa Gregori IX va prescriure, Otó va ocupar la seu.
Al 29 de maig de 1239 el papa va confirmar la nominació de Guillem. L'emperador va continuar a sostenir Otto d'Eberstein i impedir a l'arquebisbe de Colònia de nomenar Guillem. L'única solució per Guillem de Savoia va ser fer camí cap a Lieja i prendre el poder el mateix. Al final d'octubre o a l'inici de novembre del mateix any, va anar-se'n de Roma. Entre Viterbo i Brescia va posar-se malalt i morir.
El 20 de juny de 1239 el papa va excomunicar l'emperador. Otó d'Eberstein, que mai no va ser príncep bisbe de iure, va mantenir el seu poder de facto al principat de Lieja fins que Robert I de Thourotte va ser ordenat príncep-bisbe el 26 de desembre de 1240